# Laughing Gas (film din 1914)
Charlot dentist (în engleză Laughing Gas) este un film american de comedie din 1914 produs de Mack Sennett și regizat de Charlie Chaplin. În alte roluri interpretează actorii Fritz Schade, Alice Howell și Joseph Sutherland.

## Distribuție
- Charles Chaplin - Dentist's Assistant
- Fritz Schade - Dr. Pain, the Dentist
- Alice Howell - Dentist's Wife
- Joseph Sutherland - Short Assistant
- Slim Summerville - pacient la dentist
- Josef Swickard - pacient
- Mack Swain - pacient
- Gene Marsh - pacient (nemenționat)